# 승합 택시

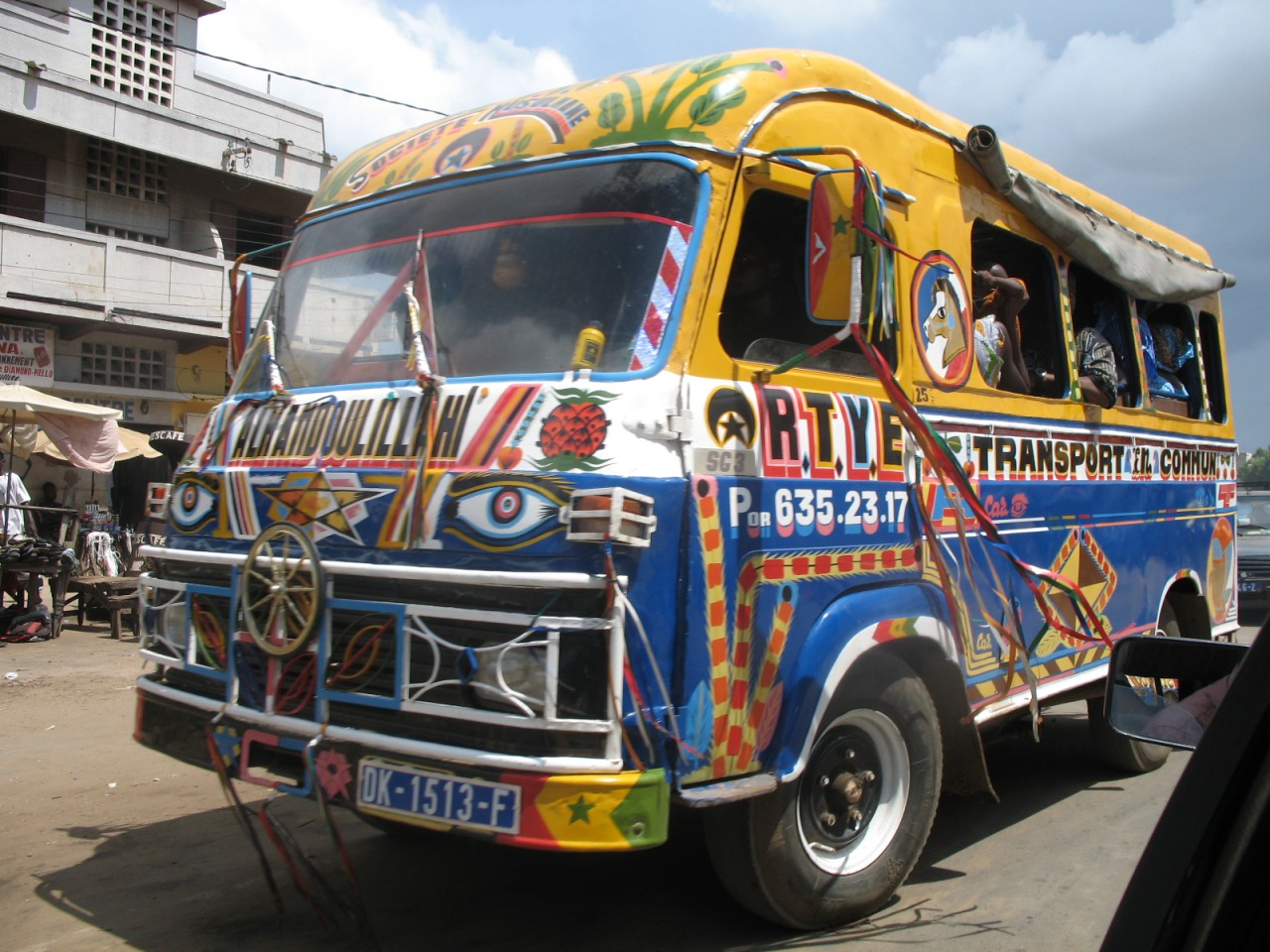
세네갈의 승합 택시

승합 택시는 정해진 노선 · 요금 · 운행 시간에 불특정 승객을 수송하는 대중 교통으로, 버스보다 작은 차량 (주로 택시)을 이용한다. 개발도상국에서 흔히 볼 수 있는 공유 택시로서 사용되는 이 차량들은 그 종류가 4개 좌석의 차량에서부터 미니버스에 이른다.

## 역사
미국 서해안에서 불황 실업자들이 일당을 벌기 위해 지트니(Jitney)라는 T형 포드 등을 이용하여 시작한 것이 유래라고 한다. 이후 자동차 대중화와 함께 전세계에 파급되었다.

## 같이 보기
- 마르시루트카
- 홍콩 미니버스